# Liste der Baudenkmale in Lüneburg – Görgesstraße
In der Liste der Baudenkmale in Lüneburg – Görgesstraße sind Baudenkmale in der Görgesstraße in der niedersächsischen Stadt Lüneburg aufgelistet. Die Quelle der IDs und der Beschreibungen ist der Denkmalatlas Niedersachsen. Der Stand der Liste ist der 29. Dezember 2021.

## Allgemein
In den Spalten befinden sich folgende Informationen:
- Lage: die Adresse des Baudenkmales und die geographischen Koordinaten. Kartenansicht, um Koordinaten zu setzen. In der Kartenansicht sind Baudenkmale ohne Koordinaten mit einem roten Marker dargestellt und können in der Karte gesetzt werden. Baudenkmale ohne Bild sind mit einem blauen Marker gekennzeichnet, Baudenkmale mit Bild mit einem grünen Marker.
- Bezeichnung: Bezeichnung des Baudenkmales
- Beschreibung: die Beschreibung des Baudenkmales. Unter § 3 Abs. 2 NDSchG werden Einzeldenkmale und unter § 3 Abs. 3 NDSchG Gruppen baulicher Anlagen und deren Bestandteile ausgewiesen.
- ID: die Objekt-ID des Baudenkmales
- Bild: ein Bild des Baudenkmales, ggf. zusätzlich mit einem Link zu weiteren Fotos des Baudenkmals im Medienarchiv Wikimedia Commons. Wenn man auf das Kamerasymbol klickt, können Fotos zu Baudenkmalen aus dieser Liste hochgeladen werden:

## Baudenkmale
Die Straße wurde 1909 zu Ehren des Professors Wilhelm Görges (1838–1925) benannt. Görges war am Johanneum tätig. Vorher hieß die Straße „Vor dem neuen Tor“ und „Untere Neuetorstraße“.

| Lage                                         | Bezeichnung                    | Beschreibung | ID       | Bild |
| -------------------------------------------- | ------------------------------ | ------------ | -------- | ---- |
| Görgesstraße 1 53° 14′ 57″ N, 10° 24′ 1″ O   | Klosterschreiberei St. Michael |              | 30650051 |      |
| Görgesstraße 2 53° 14′ 58″ N, 10° 24′ 0″ O   | Wohnhaus                       |              | 30676146 |      |
| Görgesstraße 3 53° 14′ 58″ N, 10° 23′ 59″ O  | Wohnhaus                       |              | 30676166 |      |
| Görgesstraße 3 53° 14′ 58″ N, 10° 24′ 0″ O   | Flügelbau                      |              | 30648384 |      |
| Görgesstraße 4 53° 14′ 58″ N, 10° 23′ 59″ O  | Wohnhaus                       |              | 30676184 |      |
| Görgesstraße 13 53° 14′ 58″ N, 10° 23′ 58″ O | Wohnhaus                       |              | 30656708 |      |
| Görgesstraße 16 53° 14′ 57″ N, 10° 23′ 59″ O | Wohnhaus                       |              | 30651948 |      |
| Görgesstraße 17 53° 14′ 57″ N, 10° 24′ 0″ O  | Wohnhaus                       |              | 30651969 |      |
| Görgesstraße 18 53° 14′ 57″ N, 10° 24′ 0″ O  | Wohnhaus                       |              | 30651989 |      |
| Görgesstraße 19 53° 14′ 57″ N, 10° 24′ 1″ O  | Wohnhaus                       |              | 30678292 |      |